# Аранович, Юрий Михайлович
Ю́рий Миха́йлович Арано́вич (1932—2002) — советско-израильский дирижёр, музыкальный педагог.

## Биография
Мать Юрия, Анна Эскина, работала юристом в городском районном суде. Отец, Михаил Аранович — скрипач-любитель, родившийся в музыкальной семье, — был по профессии математиком и преподавал в Ленинградском университете. В 1938 году он был репрессирован, а оставшаяся семья пережила блокаду Ленинграда.
Окончил музыкальную школу при Ленинградской консерватории, а затем — дирижёрско-симфонический факультет консерватории, где учился у Николая Рабиновича.  Также совершенствовал своё мастерство под руководством Натана Рахлина.
После окончания консерватории в 1954 году стал руководителем Симфоническим оркестром Карельской государственной филармонии.
В 1956—1964 годах возглавлял Симфонический оркестр Ярославской филармонии.  Его работа с коллективом была отмечена критикой и запомнилась как важный этап в истории оркестра.
В 1964 году, после смерти Самуила Самосуда, был назначен главным дирижёром Симфонического оркестра Министерства культуры СССР, которым руководил вплоть до репатриации в Израиль в 1972 году.  При этом сам дирижёр долгое время оставался невыездным.
После эмиграции в Израиль все его концертные записи, сделанные в СССР, были запрещены к трансляции и, вероятно, размагничены.
Выступал в качестве приглашённого дирижёра с ведущими оркестрами Европы. В 1975—1986 годах возглавлял кёльнский Гюрцених-оркестр, в 1982—1987 годах руководил Стокгольмским филармоническим оркестром.  В знак признания его заслуг в 1987 году король Швеции Карл XVI удостоил его звания командора ордена Полярной звезды.
Свое последнее выступление Юрий Аранович провёл в октябре 2002 года, дирижируя оркестром Парижа.
Скончался в Кёльне 31 октября 2002 года.

## Семья
- Первая жена — Ада Николаевна Кондакова (1932—2023), скрипачка.[3]
- Вторая жена — Тами Аронович (в девичестве Саксон); состояли в браке с 1973 года и до конца жизни Юрия Ароновича.